# Onykia loennbergii
Onykia loennbergii is een inktvissensoort uit de familie van de Onychoteuthidae. De wetenschappelijke naam van de soort is voor het eerst geldig gepubliceerd in 1914 door Ishikawa & Wakiya.